# Neocentropogon aeglefinus
Neocentropogon aeglefinus är en fiskart som först beskrevs av Weber, 1913.  Neocentropogon aeglefinus ingår i släktet Neocentropogon och familjen Tetrarogidae. Inga underarter finns listade i Catalogue of Life.